# Opstand van Dersim

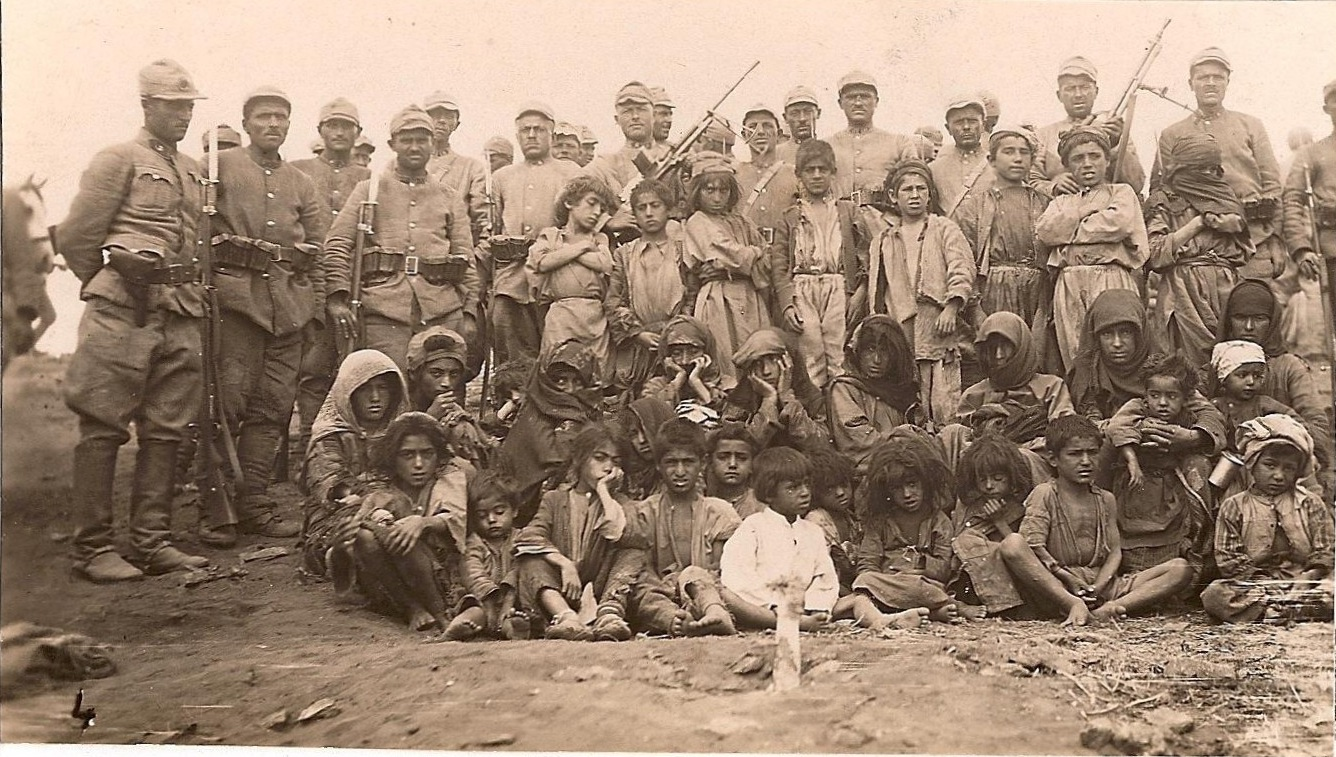
Turkse soldaten en gevangengenomen inwoners van Dersim

De Opstand van Dersim vond plaats in Turkije aan het eind van de jaren 1930.
Het in meerderheid door Zaza-alevieten bewoonde Dersim (het huidige Tunceli) was rond 1935 een van de weinige gebieden in Turkije waar de regering weinig controle had. De Turkse regering probeerde meer controle over dit gebied te krijgen. De lokale bevolking verzette zich hiertegen. Hiervoor waren er andere opstanden in Turkije geweest die uit de hand waren gelopen. Om te voorkomen dat dit weer zou gebeuren, greep het Turkse leger preventief hard in. Als reactie op de militaire acties kwam de lokale bevolking toch in opstand. Bij de militaire acties werden volgens moderne schattingen circa 8000-13.000 burgers gedood. Ook werden er ongeveer 12.000 burgers naar Centraal- en West-Turkije verbannen.
Door verschillende mensenrechtenorganisaties worden deze militaire acties als genocide of etnocide bestempeld. Op 23 november 2011 bood de Turkse premier Erdoğan voor het eerst formeel namens de Turkse staat excuses aan voor de gruweldaden.